# Girabola 1983
Der Girabola 1983 war die fünfte Saison des Girabola, der höchsten Spielklasse im Fußball in Angola. Es nahmen 14 Mannschaften teil, die je zwei Mal gegeneinander antraten.
Der Primeiro de Maio aus Benguela gewann erstmals die Meisterschaft und wurde dazu erneut angolanischer Pokalsieger, wie im Vorjahr.
Vor allem bedingt durch die Wirren und Zerstörungen des angolanischen Bürgerkriegs (1975–2002) sind kaum Daten der Saison verzeichnet. Vermerkt ist der außergewöhnliche Fakt, dass das Meisterteam alle Spiele der Hinrunde gewinnen konnte. Einzelergebnisse sind jedoch nicht vermerkt.
Primeiro de Maio war am Ende angolanischer Meister und nahm daher an der Vorrunde des African Cup of Champions Clubs 1984 teil.
Torschützenkönig des Girabola wurde Maluca aus dem Meisterteam mit 17 Toren. Den Titel hatte er zuvor bereits in der Saison 1981 errungen, damals mit 20 Meisterschaftstreffern.